# Ürög (Szerbia)
Ürög (másként Irig vagy Ireg, szerbül Ириг / Irig) kisváros és község (járás) Szerbiában, a Vajdaságban, a Szerémségi körzetben.

## Fekvése
A Tarcal-hegység (Fruška Gora) nyúlványai alatt, Karlócától délnyugatra fekvő település.

## Története
Ürüg egyike a 18–19. században a Dunántúlról és Bácskából bevándorolt magyar szórvány lakosságú településeknek.
A 15. században a szerb despoták, Vuk Grgurević, Đorđe Brankovic, és Jovan Brankovic uralma alatt állt.
1526 és 1699 között török uralom alatt állt. Ez idő alatt a szerémségi Szandzsákhoz tartozott, és a nahiják adminisztratív székhelye volt. 1665-ben, 2000 ház, egy mecset és két kolostor állt a településen, muzulmán lakossággal. 
A 18. században Ürög a Szerémség egyik legfontosabb piaci központja volt, lakosainak többsége szerb volt. 
1795-1796-ban a településen nagy pestisjárvány pusztított, 4813 lakosából ekkor 2548 halt meg e betegségben. 
1910-ben 5512 lakosából 751 magyar, 389 német, 4064 szerb volt. Ebből 1360 római katolikus, 13 görögkatolikus, 4116 görög keleti ortodox volt. 
1918-ig Ürög a Magyar Királyság része volt.

## Demográfiai változások
| 1948 | 1953 | 1961 | 1971 | 1981 | 1991 | 2002 |
| ---- | ---- | ---- | ---- | ---- | ---- | ---- |
| 4343 | 4211 | 4442 | 4652 | 4598 | 4414 | 4848 |

## Külső hivatkozások
- Ürög honlapja (szerbül)